# Principats danubians

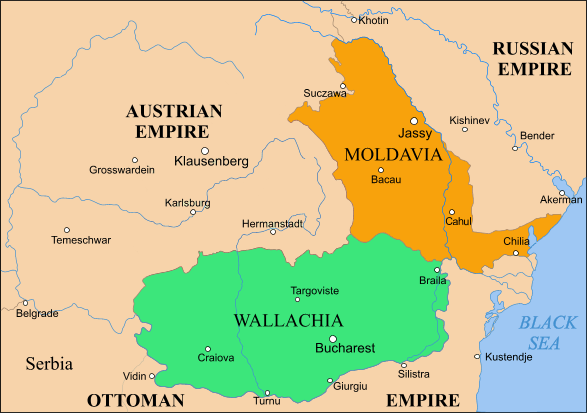
Els principats danubians a mitjan segle XIX

Principats danubians fou el nom amb què durant el segle xix hom referia als dos principats romanesos, Valàquia i Moldàvia, sota sobirania otomana cada vegada més limitada per les potències.
Vegeu. Valàquia i Moldàvia